# Roberto Cacciari
Roberto Cacciari (Bologna, 4 aprile 1882 – Bologna, 24 novembre 1934) è stato un architetto italiano.

## Biografia
Roberto Cacciari nasce a Bologna il 4 aprile 1882.
Dopo aver compiuto gli studi artistici sotto la guida del pittore Silvio Gordini, da cui apprende ad amare il barocco bolognese e la decorazione architettonica di Alfonso Torreggiani, si forma con gli architetti Azzolini, Collamarini e Pontoni e con il decoratore Dagnini.
Durante la sua carriera, Roberto Cacciari lavora all'Ufficio Tecnico Municipale (o Ufficio Edilità e Arte) e, a partire dal 1906, nel tempo libero si dedica alla pittura. Fine disegnatore, Cacciari dipinge anche all'acquerello e fa parte del Circolo Artistico Bolognese con cui espone.
Per il Comune disegna i decori in conglomerato cementizio dell'ex Forno del Pane, oggi sede del MAMbo; il panificio comunale è ideato nel 1914 dall'ingegnere Rienzo Bedetti per volontà dal neoeletto sindaco Francesco Zanardi che vuole provvedere alle necessità delle fasce meno abbienti della popolazione. 
Sempre per conto del Comune di Bologna, Cacciari realizza anche i bozzetti per la lapide ai dipendenti caduti della Grande Guerra, scolpita da Arturo Orsoni ed esposta nel 1924 nel cortile della Cisterna di Palazzo d'Accursio. In ambito privato, progetta i locali della pasticceria Zanarini in via d'Azeglio 34 «con squisito intendimento d'arte».
Professore di disegno architettonico, nel 1927 è iscritto all'albo degli architetti.
Il nome di Cacciari è legato a quello della Certosa di Bologna. Negli anni venti del Novecento il cimitero cittadino viene ampliato verso est. Con Giacomo Enrico Casati dell'Ufficio Tecnico Comunale, Cacciari progetta il Chiostro IX e la Galleria del Chiostro IX nella fascia di terreno confinante con via della Certosa, nei pressi della Nuova Entrata Monumentale. Iniziata nel 1924 e completata nel 1927, la Galleria è indicata «tra gli spazi più eleganti e suggestivi della Certosa».
Nel 1931 è chiamato di nuovo a collaborare con Casati per riadattare gli spazi del Chiostro X.
Sempre con l'ingegner Casati, l'architetto cura il rifacimento del portico di Santa Maria dei Servi: «gli esagerati pesi nelle volte furono eliminati mediante l'uso del cemento armato, dalla fondazione al tetto; e il muro d'appoggio, forato dai fornici, ha dato all'intera costruzione una certezza di stabilità e sicurezza.».
Roberto Cacciari si spegne a Bologna il 24 novembre 1934. È sepolto nel cimitero monumentale cittadino.